# Фрилайн-скейты

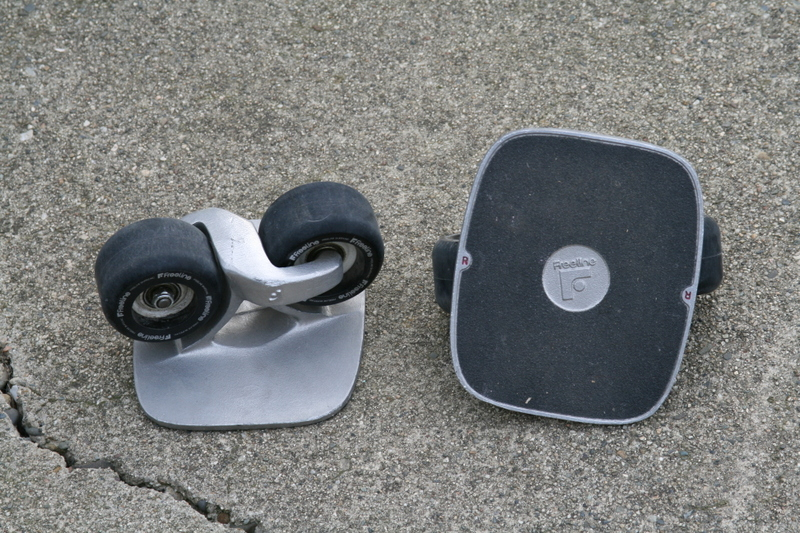
Фрилайн-скейты, модель OG

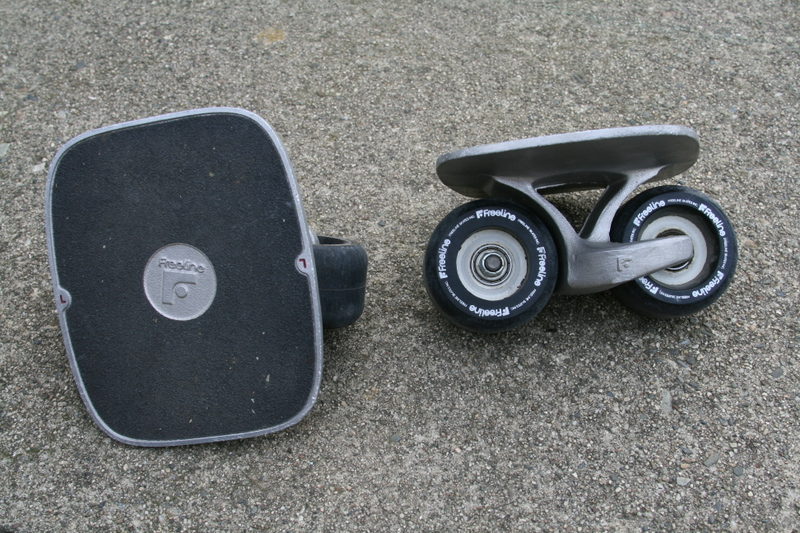
Фрилайн-скейты, модель OG

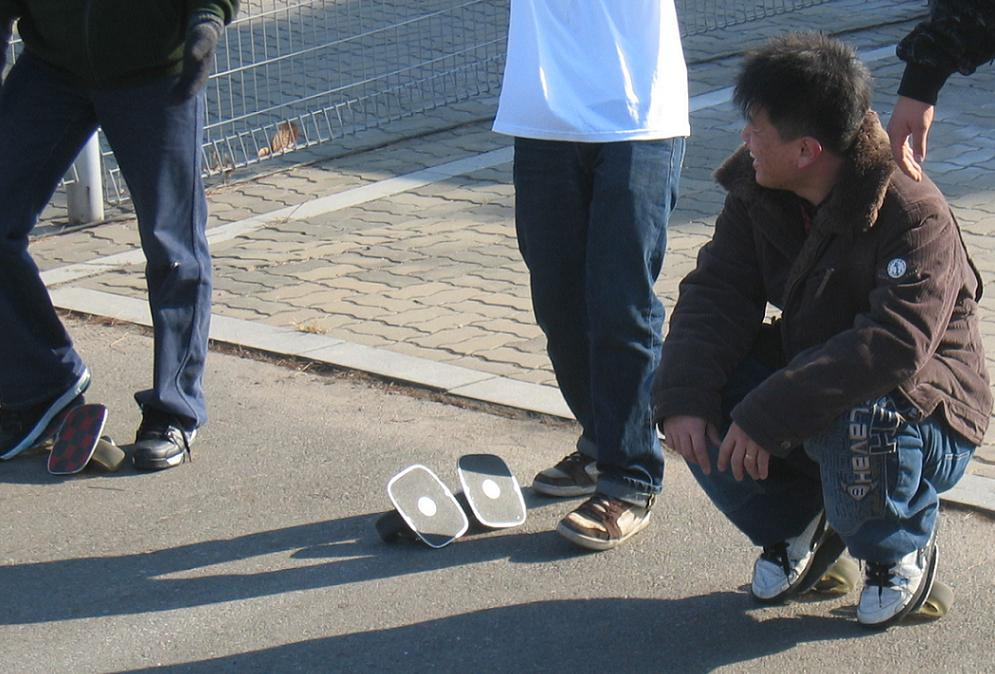
Фрилайнеры в Сеуле.

Фрилайн-скейты (англ. Freeline skates) — пара компактных независимых платформ, оснащённых двухколёсными роликовыми блоками, предназначенных для передвижения по ровной твёрдой поверхности. Принцип движения на фрилайн-скейтах отдельными элементами напоминает движение на стритборде, скейтборде, сноуборде, роллерсерфе. Но в то же время есть и свои уникальные особенности, которые требуют отдельного обучения навыкам катания.

## История
Первоначально фрилайн-скейты появились в Сан-Франциско (Калифорния) в 2003 году, когда Райан Фэрелли (англ. Ryan Farrelly), скейтбордист, увлекающийся даунхиллом, задумал создать собственную конструкцию для этого направления скейтбординга. Первоначально она представляла собой деку, в центральной части которой в одну линию располагались два двухколёсных роликовых блока. Первые тестовые испытания не удовлетворили изобретателя, но вскоре, в процессе поиска оптимального решения, Райан Фэрелли осознал, что может стоять на роликовых блоках вообще без деки. Это подтолкнуло изобретателя в нужном направлении, и, спустя некоторое время, после изготовления нескольких прототипов, появилась финальная модель фрилайн-скейтов.
С группой единомышленников Райан Фэрелли организовал компанию Freeline Sports, Inc., которая начала массовое изготовление и продажи фрилайн-скейтов.
С этого момента поклонники фрилайн-скейтов стали появляться в разных точках планеты. На сегодняшний день наиболее крупные сообщества поклонников сформировались в США, Японии, Южной Корее.

## Модели
На данный момент[когда?] существует две официальных модели фрилайн-скейтов:
- Freeline OG — оригинальная модель. Представляет собой цельную конструкцию из алюминиевого сплава с противоскользящим покрытием на опорной поверхности. В стандартной комплектации модель оснащена подшипниками ABEC5 и полиуретановыми колёсами 72M.
- Freeline Grom — модель 2009 года, облегчённая версия, предназначенная в первую очередь для новичков. Конструкция имеет деревянную опорную поверхность со стальным колёсным блоком, оснащённым полиуретановыми колёсами 65mm-80A. Имеется возможность установки дополнительных колёс, позволяющих увеличить устойчивость и тем самым облегчить процесс обучения.
- Drift skates — неофициальные версии фрилайн-скейтов, визуально и конструктивно похожие на оригинальную продукцию компании Freeline Sports, Inc. Изготавливаются и распространяются рядом неустановленных производителей из Юго-Восточной Азии. Несмотря на сомнительность происхождения, это название получило распространение в Азии и Европе, в том числе и в России.